# Clydonodozus multistriatus
Clydonodozus multistriatus is een tweevleugelige uit de familie steltmuggen (Limoniidae). De soort komt voor in het Oriëntaals gebied.